# Mutt
Mutt (engelska för byracka) är en textbaserad e-postklient för Unixliknande operativsystem som t.ex. Linux. Den skrevs ursprungligen 1995 av Michael Elkins och släpptes under licensen GPL-2.0-or-later.
Mutts slogan är "All mail clients suck. This one just sucks less", vilket betyder något i stil med Alla e-postklienter är värdelösa. Denna är bara lite mindre värdelös.
Mutt går att konfigurera med ett hundratal olika direktiv och kommandon. Man kan ändra tangentbindningar, skapa egna makron och ändra färgschemat.
Mutt är en ren s.k. Mail User Agent och kan inte skicka e-post själv, utan måste kommunicera med en Mail Transfer Agent med hjälp av det på Unix-system vanliga sendmail-gränssnittet.
Mutt har stöd för flera olika typer av brevlådor, bland andra mbox, MMDF, MH och maildir. Den stöder mailservrar med både IMAP och POP3 och har ett integrerat stöd för PGP/GPG.
Mutt kan göra sökningar med reguljära uttryck, som innefattar ett internt språk för mönstermatchning.
Mutt kontrolleras helt och hållet med tangentbordet och har stöd för e-post trådar, vilket innebär att det är lätt att navigera i långa diskussioner i e-postlistor. Som standardinställning komponeras nya meddelanden med en extern textredigerare, till skillnad från pine som har sin egen inbyggda textredigerare pico.